# Ільбесгайм-бай-Ландау-ін-дер-Пфальц
Ільбесгайм-бай-Ландау-ін-дер-Пфальц (нім. Ilbesheim bei Landau in der Pfalz) — громада в Німеччині, розташована в землі Рейнланд-Пфальц. Входить до складу району Південний Вайнштрассе. Складова частина об'єднання громад Ландау-Ланд.
Площа — 6,07 км2. Населення становить 1153 ос. (станом на 31 грудня 2020).

## Галерея

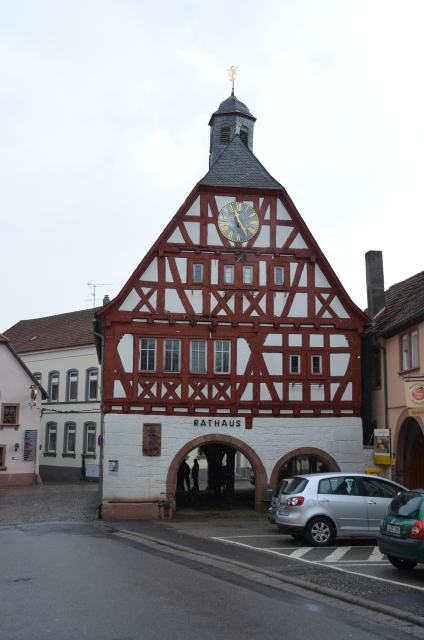
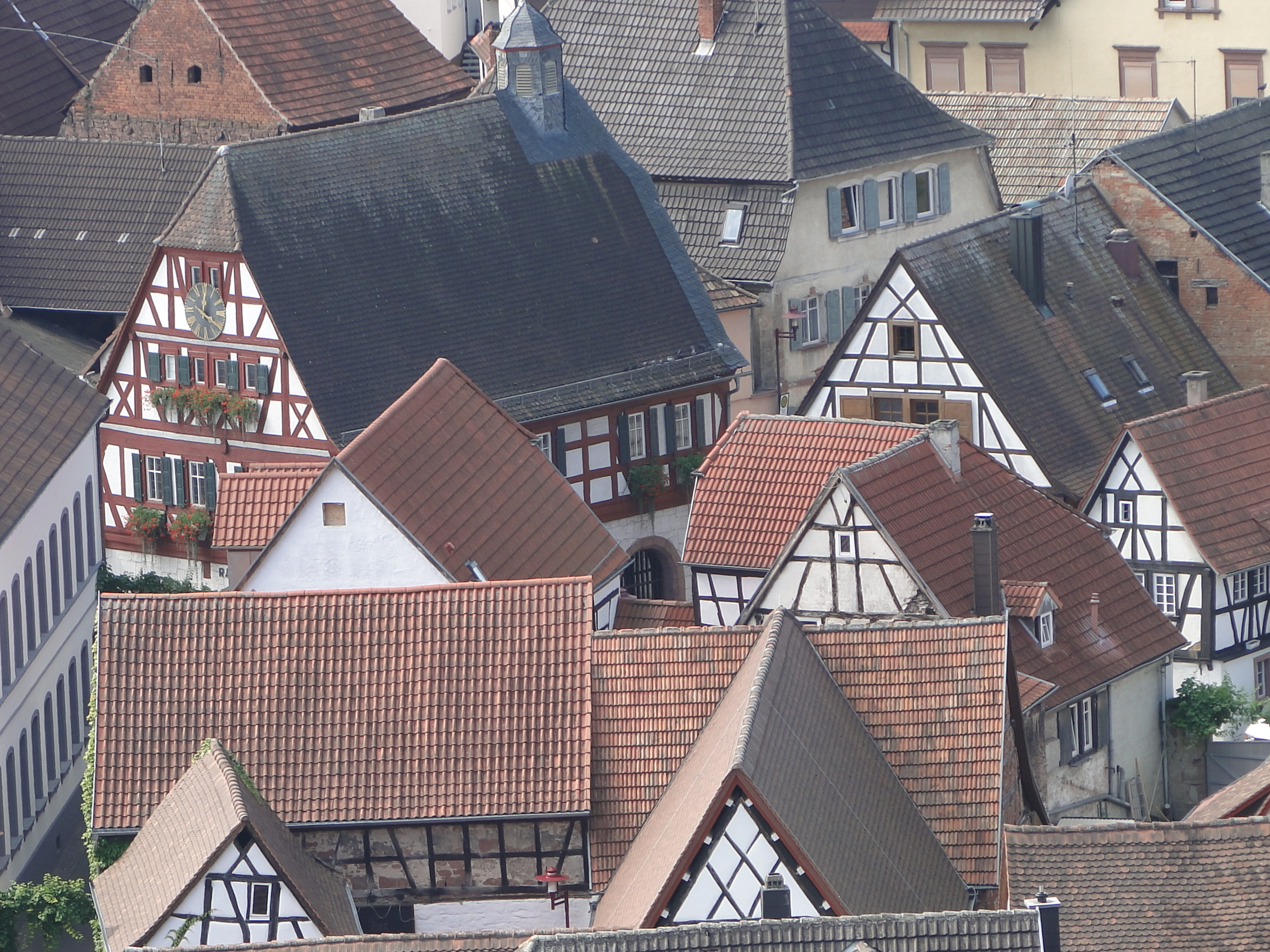
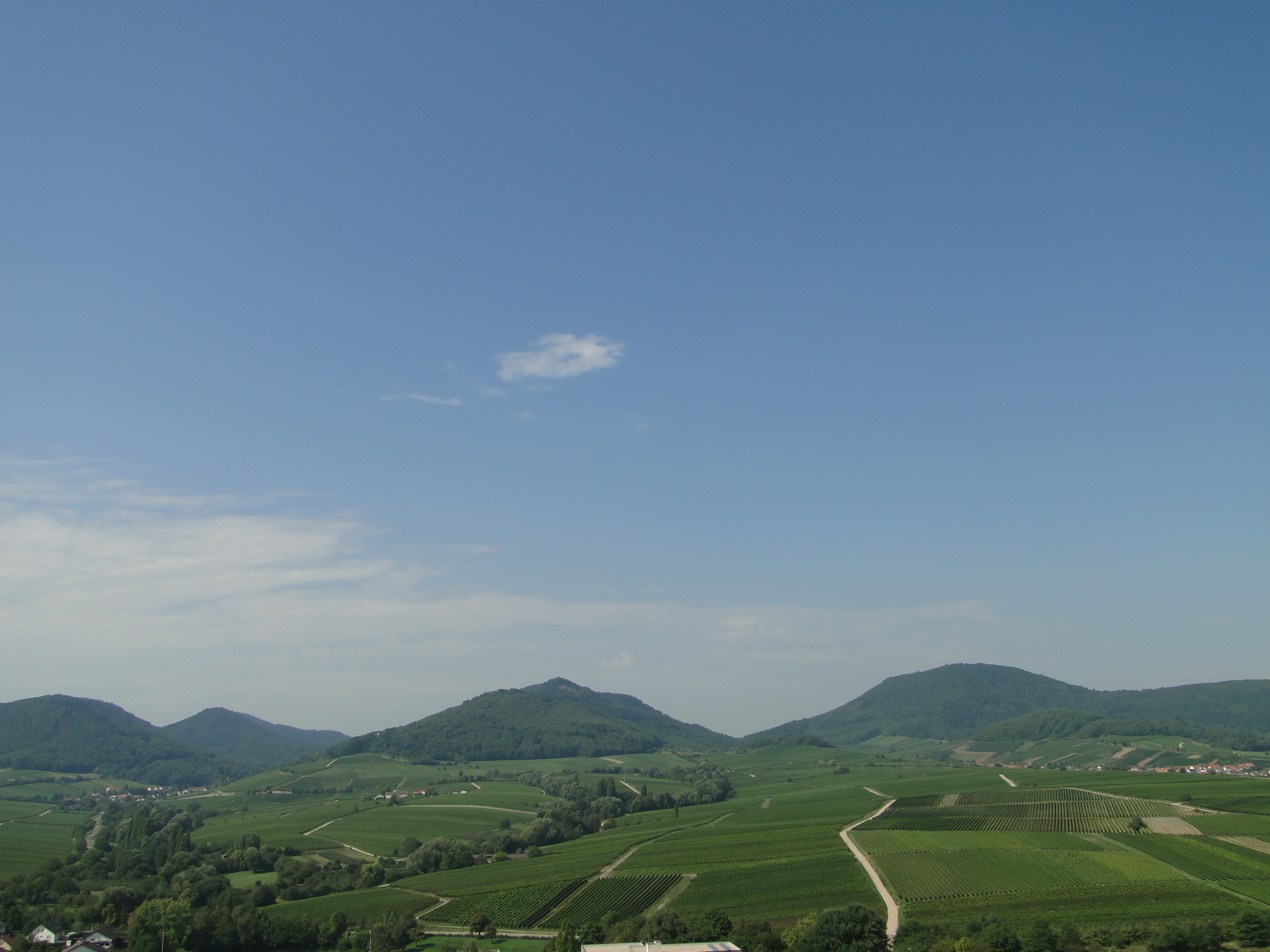